# Виль-ан-Вермуа
Виль-ан-Вермуа́ (фр. Ville-en-Vermois) — коммуна во французском департаменте Мёрт и Мозель, региона Лотарингия. Относится к  кантону Сен-Николя-де-Пор.

## География
Виль-ан-Вермуа расположен в 11 км к юго-востоку от Нанси. Соседние коммуны: Ланёввиль-деван-Нанси на севере, Сен-Николя-де-Пор и Варанжевиль на северо-востоке, Манонкур-ан-Вермуа на юге, Люпкур на западе, Флевиль-деван-Нанси на северо-западе.

## Демография
Население коммуны на 2010 год составляло 595 человек.
| 1962 | 1968 | 1975 | 1982 | 1990 | 1999 | 2010 |
| ---- | ---- | ---- | ---- | ---- | ---- | ---- |
| 224  | 220  | 374  | 626  | 625  | 606  | 595  |